# Directiva europea sobre drets d'autor
|  | No s'ha de confondre amb Directiva sobre els drets d'autor en el mercat únic digital. |

La Directiva europea sobre drets d'autor fou la primera directiva per harmonitzar les legislacions sobre els drets d'autor dels estats membres de la Unió Europea adaptant-les a les necessitats de la societat de la informació i traslladant els tractats aprovats per l'Organització Mundial de la Propietat Intel·lectual (OMPI). La primera versió es va fer el 2001 i la directiva es va actualitzar el 2019.
El nom complet és Directiva 2001/29/CE del Parlament Europeu i del Consell, del 22 de maig de 2001, relativa a l'harmonització de determinats aspectes dels drets d'autor i drets afins als drets d'autor en la societat de la informació. També es coneix com la Directiva de la societat de la informació, o com EUCD, sigles en anglès d'European Union Copyright Directive. La Directiva va ser publicada al diari oficial el 22 de juny del 2001, i el termini de transposició a les legislacions dels estats membres era el 22 de desembre del 2002. La Directiva modifica la Directiva 92/100/CEE, relativa als drets de lloguer i préstec, i la Directiva 93/98/CEE, relativa a l'harmonització del termini de protecció.

## Drets d'autor i drets veïns
A més dels autors i de les seves obres, es consideren drets afins connexos o drets veïns:
- pels artistes, intèrprets o executants, de les fixacions de les seves actuacions;
- pels productors de gravacions audiovisuals, dels seus fonogrames o pel·lícules;
- pels organismes de radiodifusió, de les fixacions de les seves emissions.

## Drets exclusius
En els articles 2 a 4 es defineixen els drets exclusius d'autor i drets veïns, agrupats en tres àmbits:
- Dret de reproducció, és el dret exclusiu de l'autor a autoritzar o prohibir la reproducció directa o indirecta, temporal o permanent, per qualsevol mitjà i en qualsevol forma, de la totalitat o d'una part de l'obra.
- Dret de comunicació, és el dret exclusiu de l'autor a autoritzar o prohibir qualsevol comunicació al públic de les seves obres. S'inclou el dret de posar a disposició del públic de tal manera que qualsevol hi pugui tenir accés en el lloc i en el moment que un elegeixi.
- Dret de distribució, és el dret exclusiu de l'autor sobre la distribució al públic de l'original o les còpies de la seva obra. Aquest dret s'esgota quan es realitza la primera venda o altre tipus de cessió de propietat.

## Excepcions i limitacions
En l'article 5 es contempla una sèrie d'excepcions als drets de reproducció i de comunicació. Les excepcions i limitacions únicament s'apliquen segons la prova de les tres fases: en determinats casos concrets que no entrin en conflicte amb l'explotació normal de l'obra i que no perjudiquin injustificadament els interessos legítims.
- Exempció de la reproducció provisional, en actes que formin part d'un procés tecnològic que tingui la finalitat de facilitar l'ús legal o la transmissió en xarxa entre tercers i que no tingui una significació econòmica.
- Exempcions als drets de reproducció i comunicació, són d'aplicació facultativa i es refereixen a usos privats i a usos per entitats públiques sense finalitat comercial. Per a tres d'aquestes excepcions (la reprografia, l'ús privat i les emissions realitzades per institucions socials) els titulars han de rebre una compensació equitativa.

Una de les limitacions és el dret de citació sempre que, entre altres coses, se'n faci un bon ús i en la mesura exigida per l'objectiu específic perseguit.

## Protecció jurídica
En el capítol III es preveu una protecció jurídica que garanteixi
- la protecció davant les activitats orientades a neutralitzar qualsevol mesura tecnològica destinada a protegir una obra;
- l'aplicació de determinades excepcions o limitacions als beneficiaris en cas de falta de mesures voluntàries adoptades pels titulars dels drets;
- la protecció dels «actes preparatoris» com la fabricació, importació, distribució, venda o prestació de serveis d'objectes d'ús limitat;
- la informació per a la gestió electrònica de drets que no poden ser suprimits ni alterats.